# Hans Coppi
Pour les articles homonymes, voir Coppi.
 (octobre 2023).
Si vous disposez d'ouvrages ou d'articles de référence ou si vous connaissez des sites web de qualité traitant du thème abordé ici, merci de compléter l'article en donnant les références utiles à sa vérifiabilité et en les liant à la section « Notes et références ».
Hans Coppi (né le  25 janvier 1916 à Berlin – exécuté le 22 décembre 1942 à Berlin-Plötzensee) est membre de l'Orchestre rouge, le groupe de Résistance allemande au nazisme sous le Troisième Reich.

## Biographie
Les parents de Hans Coppi appartiennent au Parti communiste d'Allemagne. De 1929 à 1932 Hans Coppi fréquente l'internat d'Éducation nouvelle de Scharfenberg à Berlin. Depuis 1931 ou 1932 Coppi fait partie des Scouts rouges ((de) Rote Pfadfinder) et de l'Union des jeunes communistes allemands.
En 1932 Coppi est renvoyé de l'internat pour avoir pris le parti d'autres élèves qui avaient visionné sans autorisation un film qui met en scène la solidarité franco-allemande. Il rentre alors au lycée Lessing de Berlin.
En mars 1933 (après l'incendie du Reichstag) Coppi entre dans la clandestinité pour échapper à l'emprisonnement. Il est néanmoins arrêté en janvier 1934 par la Gestapo et est condamné, sans procès, à deux mois de déportation au camp de concentration d'Oranienbourg. Sa peine y est prolongée d'un an pour distribution de tracts illégaux.
À sa libération en 1935 Coppi est placé sous la surveillance d'un éducateur. Il trouve un emploi.
Coppi est coauteur de tract qui dès 1936 dévoile les projets guerriers du parti nazi.
Au début de la Seconde Guerre mondiale Coppi n'est pas appelé comme soldat car jugé « indigne de servir l'armée. » Il rejoint le groupe de résistance autour de Wilhelm Schürmann-Horster (de) (1900-1943) où se retrouvent également Karl Böhme, Wolfgang Thiess (de), Cay von Brockdorff (en) et Erika von Brockdorff. Des contacts avec le cercle de l'Orchestre rouge existaient depuis 1940.
En 1941 Coppi épouse Hilde Rake. Il se déclare prêt à informer par radio l'Union soviétique sur les activités de son groupe de résistance.
L'année suivante Coppi prend en charge des agents secrets soviétiques. La proclamation de la guerre totale signifie pour Coppi l'incorporation dans la Wehrmacht.
Le 12 septembre 1942 il est emprisonné en même temps que sa femme. Hilde Coppi est alors enceinte et leur fils Hans est né le 27 novembre 1942 à la prison pour femmes de Berlin dans la rue Barnim.
Hans Coppi est condamné à mort le 19 décembre 1942 par le tribunal de guerre du Reich. Trois jours plus tard il est décapité à la prison de Plötzensee en même temps que Arvid Harnack et Harro Schulze-Boysen.

## Postérité
Le film allemand In Liebe, Eure Hilde, réalisé par Andreas Dresen et sorti en 2024, raconte son histoire et celle de Hilde Coppi. Son personnage est interprété par Johannes Hegemann (de).

## Source
- (de) Cet article est partiellement ou en totalité issu de l’article de Wikipédia en allemand intitulé « Hans Coppi » (voir la liste des auteurs).